# Кархув
Кархув (пол. Karchów, нім. Karchwitz) — село в Польщі, у гміні Павловички Кендзежинсько-Козельського повіту Опольського воєводства.
Населення — 156 осіб (2011).

## Демографія
Демографічна структура станом на 31 березня 2011 року:
|          | Загалом | Допрацездатний вік | Працездатний вік | Постпрацездатний вік |
| -------- | ------- | ------------------ | ---------------- | -------------------- |
| Чоловіки | 78      | 13                 | 56               | 9                    |
| Жінки    | 78      | 13                 | 47               | 18                   |
| Разом    | 156     | 26                 | 103              | 27                   |